# El Renacimiento (Filipinas)
El Renacimiento fue un periódico filipino editado en Manila entre 1901 y 1910.

## Historia
El diario comenzó a editarse en septiembre de 1901. El escritor Fernando María Guerrero estaría al frente de El Renacimiento desde 1903. Fue una publicación de línea editorial nacionalista, editado en lengua española y tagala. Desde sus páginas se llegó a apoyar en 1903 la declaración del idioma español como la lengua nacional de Filipinas, o a mostrar ciertas simpatías por la Iglesia filipina independiente. Hacia 1908 era el periódico con más difusión de las islas.
La publicación tuvo numerosos conflictos con la administración norteamericana a causa de su línea editorial, y en enero de 1910, tras un largo proceso judicial a causa de artículo, sería suspendido por las autoridades. Fue sucedido por La Vanguardia.